# ألبا غاليندو
ألبا غاليندو (بالإنجليزية: Alba Galindo)‏ هي عارضة أمريكية، ولدت في 26 فبراير 1981 في ميامي في الولايات المتحدة.

## وصلات خارجية
- ألبا غاليندو على موقع IMDb (الإنجليزية)